# Антоненко Едмонд Едуардович
Антóненко Едмóнд Едуáрдович (5 травня 1926, м. Одеса — 30 вересня 1999, м. Рівне) — український радянський діяч, секретар Рівненського обкому КПУ, 1-й секретар Рівненського міського комітету КПУ, голова Рівненського обласного комітету народного контролю, директор Рівненського обласного краєзнавчого музею.

## Біографія
Виріс сиротою у дитячому будинку в Одесі, не знав своїх батьків.
Сім років служив у Червоній армії, учасник німецько-радянської війни.
Член КПРС з 1953 року.
Перебував на партійній роботі в Рівненській області.
На 1961 рік — 1-й секретар Млинівського районного комітету КПУ Ровенської області.
У 1962 — січні 1965 року — секретар партійного комітету Млинівського виробничого управління Ровенської області.
У січні — серпні 1965 року — 1-й секретар Млинівського районного комітету КПУ Ровенської області.
20 серпня 1965 — лютий 1966 року — секретар Ровенського обласного комітету КПУ. Одночасно, з 20 серпня по грудень 1965 року — голова Ровенського обласного комітету партійно-державного контролю.
29 січня 1966 — 9 жовтня 1980 року — 1-й секретар Ровенського міського комітету КПУ Ровенської області.
У 1980—1987 роках — голова Ровенського обласного комітету народного контролю.
Пізніше був директором Рівненського обласного краєзнавчого музею.
Потім — на пенсії в м. Рівне.

## Здобутки
- У 1967 році було побудовано кінотеатр «Жовтень» (нині — Кінопалац «Україна»).
- Запустив вперше в м. Рівне тролейбуси 24 грудня 1974 року. Вони були чеського виробництва (за якістю — кращі за радянські), натомість в інших містах України курсували тролейбуси, виготовлені в СРСР.
- У 1980 році було закінчено будівництво першого в місті 14-поверхового будинку по вулиці Київській, 17.
- За час його керування, населення м. Рівне виросло майже у 2 рази. (1967 р. — 100 000 жителів; 1979 р. — 178 956 жителів)

## Родина
- Дружина: Антоненко Олександра Іванівна (15.01.1925 — ?)
- Діти: Антоненко Валентина Едуардівна (16.01.1948 — 15.07.2015), Антоненко Наталія Едуардівна (нар. 29.05.1952).

## Нагороди
- Орден Леніна (31.12.1965)
- Орден Жовтневої Революції (05.04.1971)
- Орден Трудового Червоного Прапора (02.03.1976)
- Орден Вітчизняної війни ІІ-го ст. (6.04.1985)
- Медалі